# ILOA Les Rives de Thiers
Iloa, aussi appelée Iloa Les rives de Thiers, est une base de plein air et de loisirs située à Thiers dans le département du Puy-de-Dôme en région Auvergne-Rhône-Alpes. Elle est l'une des 12 bases de plein air et de loisirs de l'ancienne région Auvergne. Avec une superficie de plus de 70 hectares, elle fait partie des plus grandes bases de loisirs de la région Auvergne-Rhône-Alpes.
Après avoir étudié plusieurs possibilités de construction d'une base de loisirs sur la commune, la ville de Thiers lance le projet d'Iloa sur le site de Courty dès 1983 afin qu'elle ouvre ses portes au public en 1989. 
Au fil des saisons estivales, Iloa devient un site incontournable du tourisme de l'ancienne région Auvergne avec plus de 150 000 visiteurs par an dans les années 1990. Si la fermeture en 2008 de la piscine municipale sur le site affecte sa fréquentation, les municipalités successives lancent plusieurs actions de redynamisation confortées par l'obtention du label Pavillon bleu pour la saison 2021, le défrichage d'une partie de la base, la réinstallation d'activités de loisirs ainsi que l'ouverture du centre aquatique communautaire en juillet 2022.
Une grande partie de la base de loisirs est classée et protégée par le réseau européen Natura 2000.

## Localisation
Iloa est située dans le département français du Puy-de-Dôme, sur la commune de Thiers. Placée au cœur du parc naturel régional Livradois-Forez, la base de loisirs est construite sur le lit majeur de la Dore, rivière principale qui traverse le site. La base de loisirs se situe à 7 km du centre-ville de Thiers et à 2 km de la sortie Thiers-ouest sur l'Autoroute A89. Elle est également à 43 km de la capitale auvergnate Clermont-Ferrand via l'A89 pour un temps de trajet inférieur à trente minutes. La ligne no 2 des transports urbains thiernois (TUT) dessert le nord de la base de loisirs. Entre juin et septembre, une navette gratuite relie le centre-ville de Thiers à Iloa.

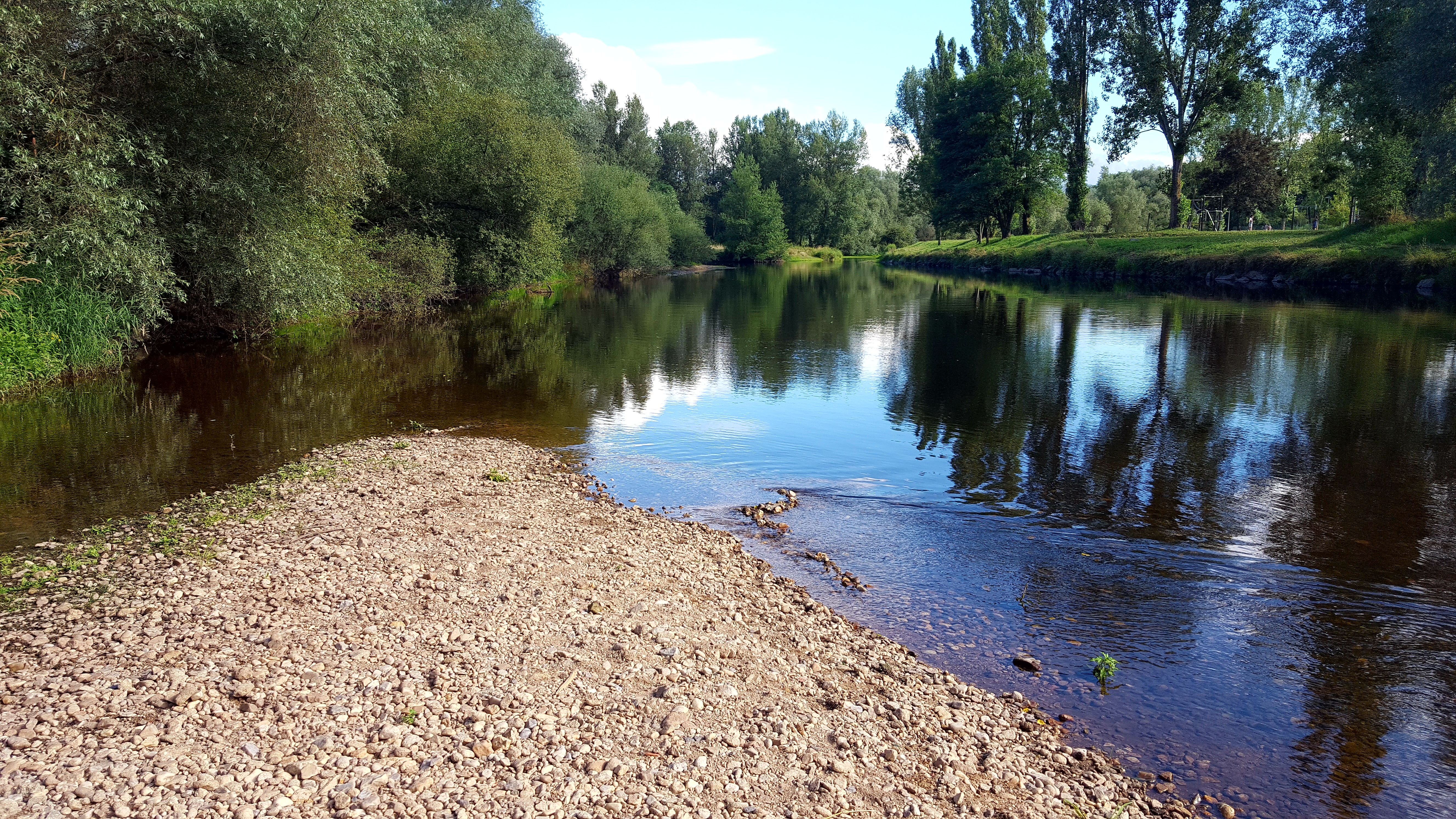
La Dore prise sur le site d'Iloa en 2017.
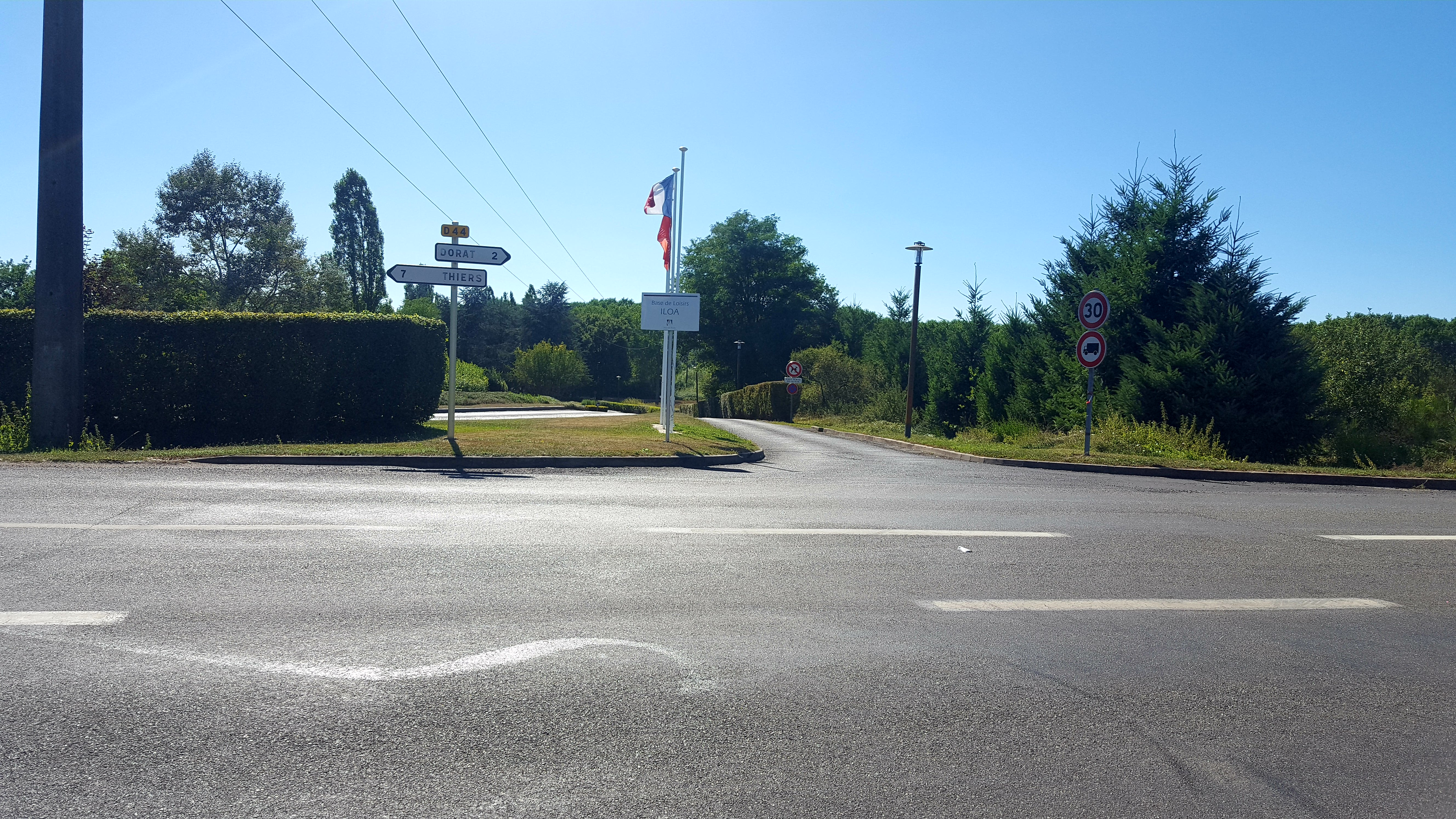
L'entrée principale du site prise en 2017.

## Toponymie
Le nom « Iloa » est issu d'une réflexion municipale afin de nommer la nouvelle base de loisirs encore appelée « base de loisirs de Courty » peu avant l'inauguration de cette dernière en 1989. La mairie veut alors un mot qui évoque le soleil, le ciel bleu et les îles paradisiaques. Le nom « Les rives de Thiers » fait référence à la situation du site par rapport à la commune de Thiers : en bordure de limite communale. 

## Historique

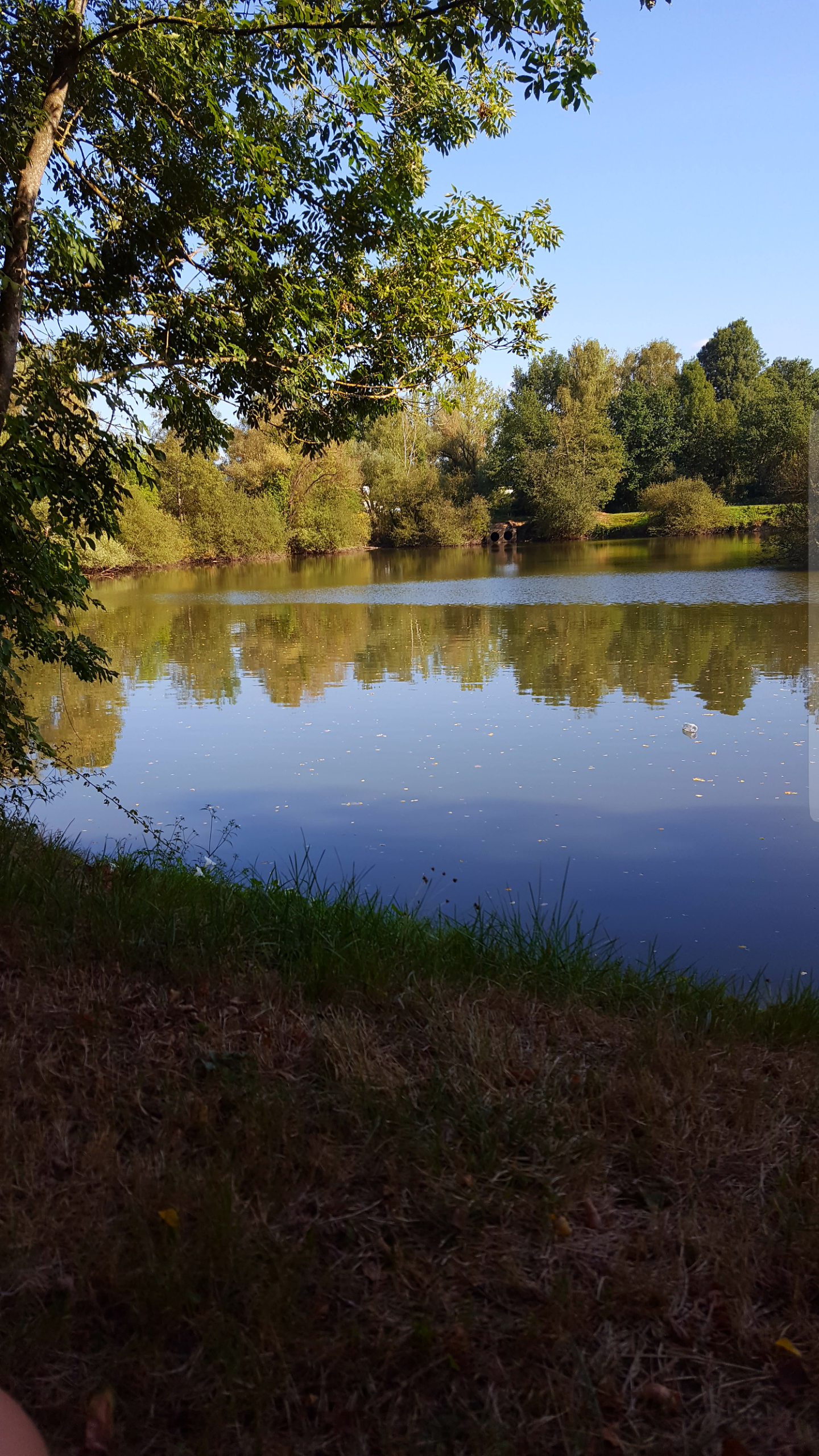
L'étang du Chambon.

### Genèse
Le projet de construction d'une base de loisirs à Thiers remonte au début des années 1960 où un essai de barrage sur la Dore pour construire une base de loisirs est envisagé à l'ouest de la commune, proche de Pont-de-Dore. Seulement, l’élastique de Michelin destiné à retenir l’eau ne dure que le temps de l’inauguration.
À la suite de cela, la commune de Thiers fait creuser un étang d'environ deux hectares à quelques mètres de la Dore (devenue étang du Chambon) et fait construire un camping municipal plus en aval sur le bord de la route nationale 89. Le site dispose alors d'un camping municipal, d'un hôtel, d'un étang et d'une rivière — la Dore. Le centre commercial de la Varenne n'est pas encore construit et la ville-basse de Thiers est alors très peu développée. 
En 1960, les communes de Thiers et de Dorat autorisent la société Sables Graviers Services Misson à exploiter des terrains sableux au nord-ouest de la commune de Thiers et au sud-est de la commune de Dorat,. Le lit de la Dore est alors profondément modifié et une dizaine d'étangs sont créés en creusant le sol aux alentours.

### Projets de construction sur le site de Courty

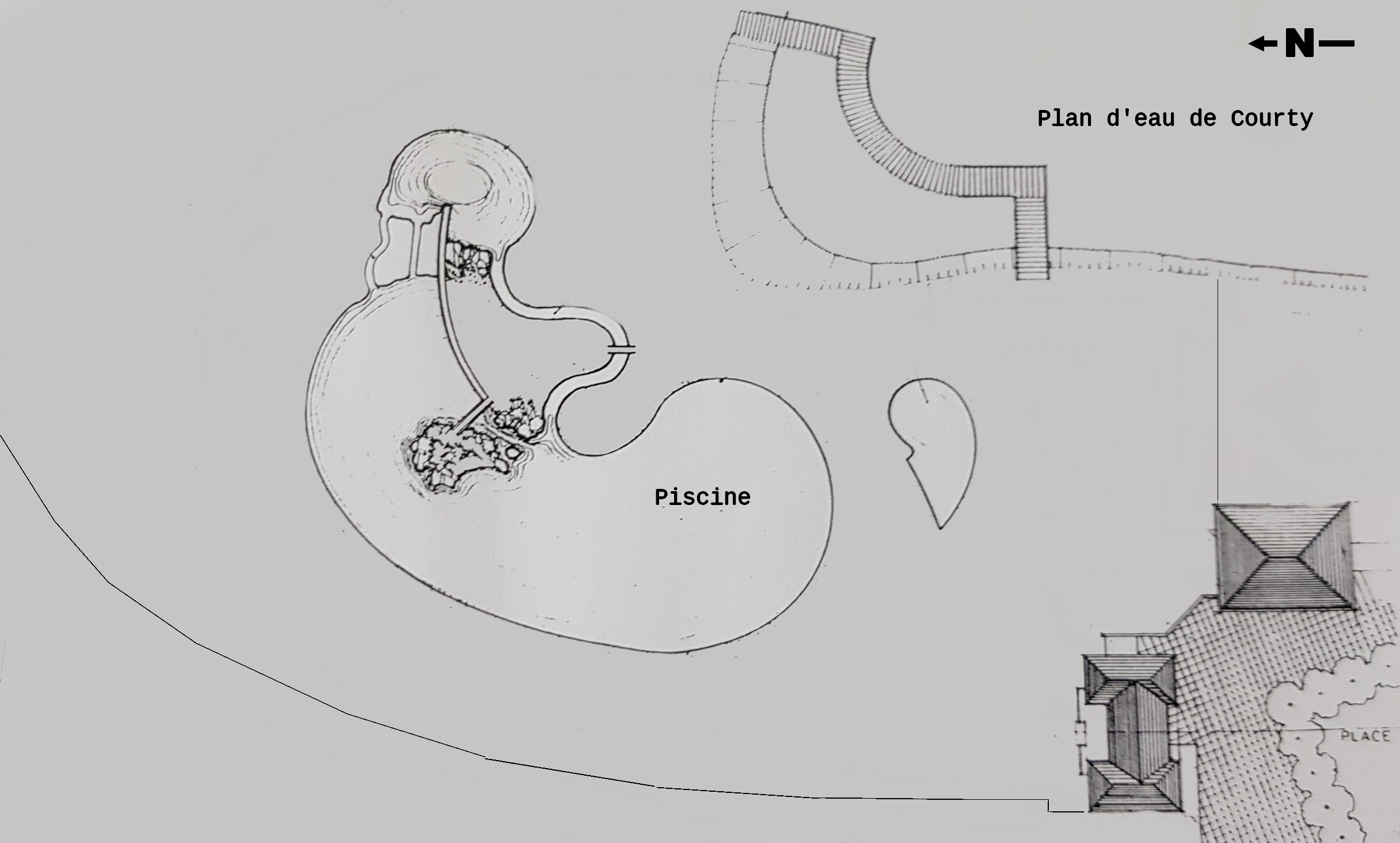
Reconstitution du deuxième plan du projet de piscine à Iloa.

À la suite de la vague de construction massive de bases de plein air et de loisirs en France dans les années 1970, la commune de Thiers projette la construction d'une base de loisirs d'environ 70 hectares sur le site de la carrière, qui ferme ses portes en 1985. La même année, un deuxième plan est dessiné. Il comporte une piscine aqualudique, une maison d'accueil, des commerces, un hôtel, une crèche, des gîtes ruraux, un restaurant, une résidence de loisirs et un golf comportant 18 trous. Un parc paysager est mentionné sur la presqu'île formée par le plan d'eau de Courty et la navigation de barques sur ce dernier est envisagée.
Parallèlement, un projet plus ambitieux est déjà proposé depuis 1983. Il implique la construction d'un centre de tennis, un gîte, un camping de 7 hectares, un centre équestre, un village vacances, un théâtre de plein air de 2 500 places, une piscine chauffée, un hôtel, un stade, un bowling, une discothèque, une gare sur la ligne de Clermont-Ferrand à Saint-Just-sur-Loire et le réaménagement total du futur étang d'Iloa afin d'installer des toboggans aquatiques et des jeux de plein air à sa proximité immédiate. Ce projet n'est finalement pas retenu par la ville de Thiers le premier étant choisi pour être abouti. 
Lorsque la construction de la base de loisirs est entamée, la Société de l'équipement de l'Auvergne se désiste du projet alors que la mairie de Thiers lui avait confié la mise en place du site. La construction est donc assurée entièrement par la municipalité de Thiers avec l'aide de subventions.

### Premiers terrassements et construction de la base de loisirs
La construction de la base de plein air et de loisirs s'établit en quatre tranches annuelles de 1985 à 1988. La première année présente l'aménagement général du site et des plages, la deuxième année, la voirie et les réseaux, la troisième, les espaces verts, la circulation piétonne et les équipements d'accompagnement et la quatrième année voit la construction de la baignade et des aménagements nautiques. Le coût total hors taxes de la construction de la base de loisirs d'Iloa est de 30 930 000 francs (valeur de 1985) — ce qui avoisine 8 400 000 € (valeur de 2018),. Les premiers terrassements du site prennent place en 1985. 
| thème                       | coût (francs) |
| --------------------------- | ------------- |
| Espace résident             | 5 930 000     |
| Baignades-plages            | 3 860 000     |
| Aménagements nautiques      | 2 540 000     |
| Espace sportif              | 1 430 000     |
| Espaces verts               | 1 410 000     |
| Voirie + parking            | 4 380 000     |
| Réseaux divers              | 6 270 000     |
| Circulation des piétons     | 1 060 000     |
| Équipement d'accompagnement | 3 500 000     |
| Bâtiments isolés            | 550 000       |
| Total                       | 30 930 000    |

### Inauguration et ouverture du site
La base de loisirs est inaugurée le 13 juillet 1989 en présence des préfets de région et du département, du député-maire de Thiers Maurice Adevah-Pœuf et d'un représentant de Valéry Giscard d'Estaing. Un petit train est mis en place afin de faire visiter les 70 hectares du site. L'entrée à la baignade est gratuite pour la journée tandis que le député-maire de Thiers ouvre la visite sur le parc paysager destiné aux familles venues pique-niquer ou aux coureurs venus profiter du circuit de jogging. Après avoir fait le tour de la base de loisirs, l'ensemble des personnalités présentes se sont regroupées sur la petite place devant l'entrée du club house du futur golf afin de donner leur avis sur Iloa. Lors de l'ouverture, le golf est encore en phase de construction tandis que le club house finit d'être construit en novembre 1989.

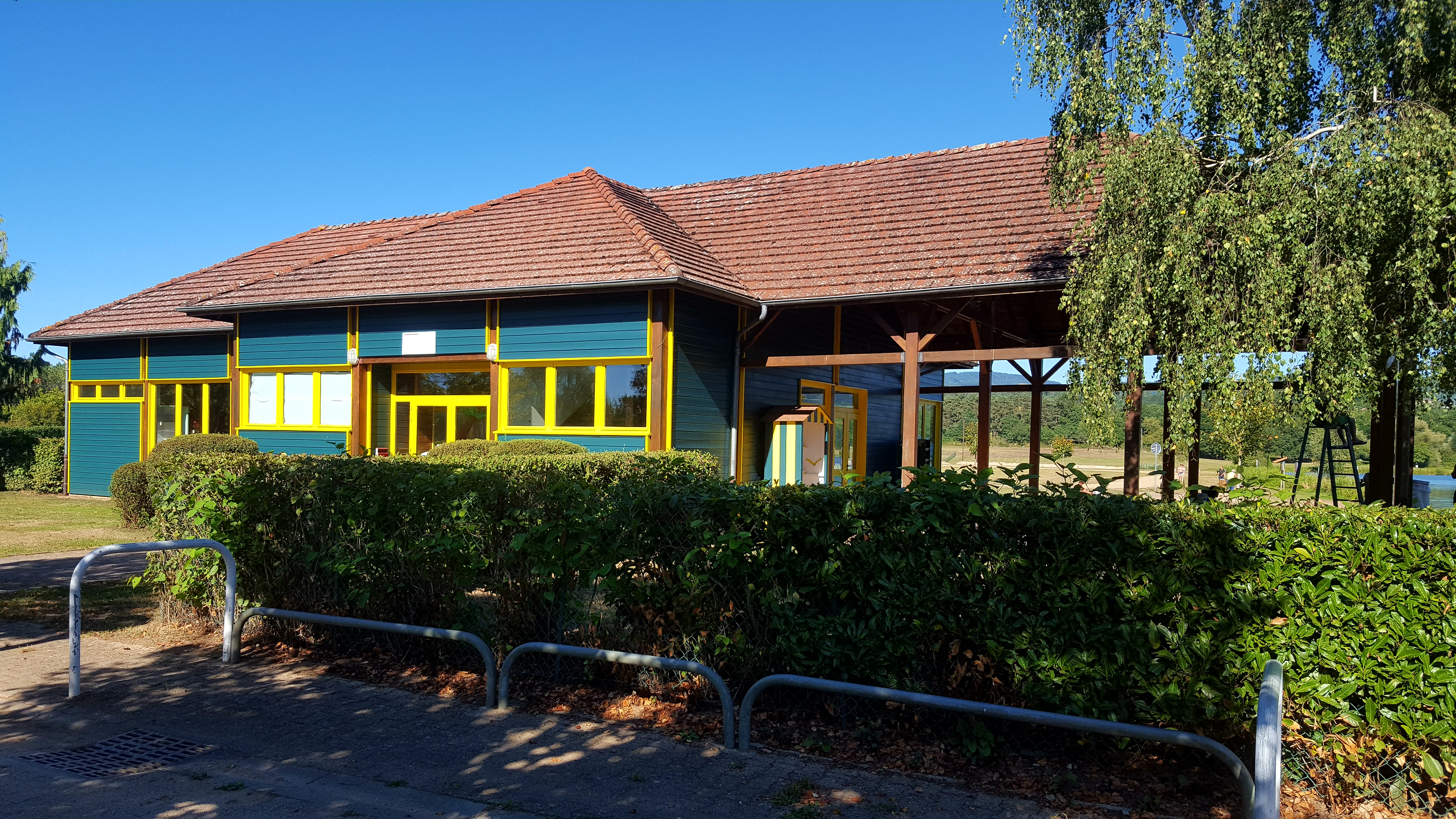
Le club house, entrée d'origine du golf.

### Mise en examen du maire de Thiers et arrêt du chantier du golf
En 1991, Maurice Adevah-Pœuf ainsi que plusieurs personnes de son entourage sont mises en examen pour abus de biens sociaux. La raison principale évoquée par la Société des équipements d'Auvergne trouve son origine dans les conditions de la vente par cette dernière à la Sogea, en 1991, d'un terrain destiné initialement à la création d'un golf sur le site d'Iloa à Thiers. En 1996, le maire de Thiers — alors réélu aux élections municipales de 1995 — et ses proches sont relaxés par la justice française pour non-lieu. Le golf qui devait être construit en deux temps n'est finalement pas ouvert entièrement au public malgré la présence de plusieurs trous aménagés sur la base de loisirs.

### Fermeture définitive de la piscine et réactions
En fin d'année 2008, le maire de Thiers en place, Thierry Déglon, annonce vouloir fermer définitivement la baignade extérieure d'Iloa,. Alors que l'entretien de la coque en béton est fortement réduit depuis 2002, les principales raisons invoquées pour justifier la fermeture sont les dysfonctionnements de l'infrastructure liés au sol mouvant des rives de la Dore et au coût important du déficit engendré par le site. Les réactions à cette décision sont alors importantes. L'opposition, qui dénonce l'aspect décisionnel pris « à huis clos » par la majorité sans qu'elle soit mise au courant, s'oppose farouchement à la fermeture du site. Les mots « inadmissible » et « anormal » reviennent souvent et une lettre ouverte est adressée à Thierry Déglon afin que la majorité de l'époque revienne sur sa décision. L'opposition inscrit dans cette dernière la référence au déficit annuel de fonctionnement de cet équipement que fait état le maire de Thiers : 130 000 €. Coût qui d'après l'opposition, convient de comparer au coût global des dépenses de fonctionnement de la ville de Thiers qui est de 19 millions d’euros par an.
La fermeture de la baignade pour la saison estivale de 2009 entraîne une baisse de fréquentation de la base de loisirs. Le directeur du camping, déçu de la fréquentation relativement basse, avoue avoir peur que ce dernier ferme définitivement en fin de saison. Les réactions chez les habitués de la base de loisirs sont décevantes. D'après un témoignage entendu par le journal la Montagne : « Vous vous rendez compte, des gens de Vichy sont venus exprès pour la piscine et pensaient passer la journée ici. Quand ils l'ont vue fermée, ils ont été déçus. Il est évident qu'elle amenait du monde. ».
Pour remédier au manque de services de baignade sur le site d'Iloa, le conseil municipal présidé par Thierry Déglon fait réaménager une petite partie des berges de l'étang d'Iloa en plage de sable qui sera ouverte en 2013, un an après son aménagement,.

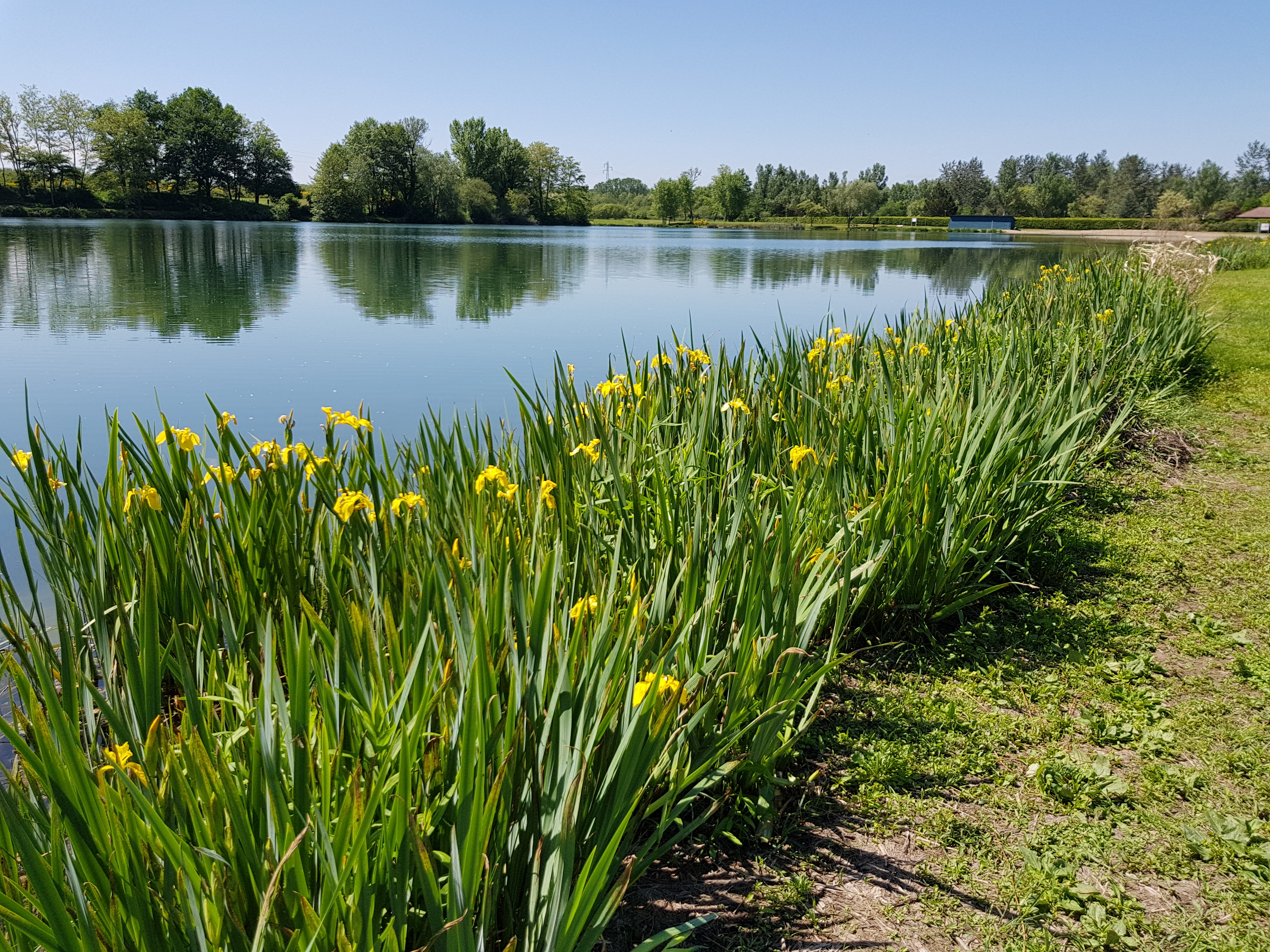
L'étang d'Iloa, aussi appelé Lac d'Iloa.

### Mobilisations pour redynamiser le site

#### Travaux et réhabilitations
Face à l'état de dégradation du site laissé quasiment à l'abandon dès 2008, dès 2014 la municipalité - qui change de couleur la même année -, s'attarde à redynamiser la base de loisirs. 
La rénovation des vestiaires de l'ancienne piscine pour desservir la plage est actée dès 2015,. Les premiers travaux de réhabilitation commencent en janvier 2018. Le bâtiment a pour fonction d'accueillir des sanitaires, des vestiaires, une salle de réunion, une salle pour les expositions temporaires et des animations et une salle de rangement pour les services de la ville,,,.  
En 2017, après de nombreuses fermetures de la piscine du Pontel en ville-haute, l'étude de construction d'un centre aquatique intercommunal est annoncée sur la commune de Thiers, sans donner d'indication précise quant au lieu du futur site. C'est en 2018 que la communauté de communes de Thiers Dore et Montagne annonce que le futur centre aquatique sera bâti sur le site d'Iloa,. Il fait plus de 10 000 m2 et est entièrement installé sur une zone non inondable.  
En février 2021, le chantier du centre aquatique intercommunautaire démarre sur le site. En juin, deux grues à tour sont installées provisoirement sur le chantier de la piscine. L'inauguration du centre aquatique est annoncée dès le début d'année 2022 au mois de juillet de la même année.

#### Hausse de fréquentation du site
Après avoir connu une baisse importante de fréquentation dans les années 2000, Iloa regagne en popularité dans les années 2010. En 2019, environ 6 000 personnes sont venues se baigner à la plage en juillet et en août. Pour la saison estivale de 2020, avec deux mois d'ouverture surveillée, la fréquentation passe à 10 000 baigneurs (fréquentation qui ne prend pas en compte celle de l'entièreté du site de loisirs ni celle des événements qui se déroulent sur la base).

#### Label Pavillon Bleu et activités de loisirs
La municipalité annonce début 2021 qu'elle a candidaté en collaboration avec Thiers Dore et Montagne au label Pavillon bleu. En parallèle, la ville de Thiers annonce lancer un plan de gestion écologique favorisant la biodiversité sur la base de plein air et de loisirs. Le 20 mai 2021, le Pavillon bleu est officiellement attribué à la plage d'Iloa. Thiers fait ainsi partie des 23 communes arborant pour la première fois le drapeau bleu.  

Dès la saison 2021, la nouvelle municipalité élue en 2020 travaille à organiser des activités nautiques sur le lac et terrestres sur l'ensemble du site. Des paddles sont alors mis en locations. Pour la saison 2022, une concession de service public est officialisée en ayant pour but d'ajouter différentes activités au site en plus de la gestion du camping municipal : Aquapark flottant sur le lac, petits pédalos pour enfants, locations de vélos électriques, nouvelle restauration dans le club-house ou encore mini-golf,.   

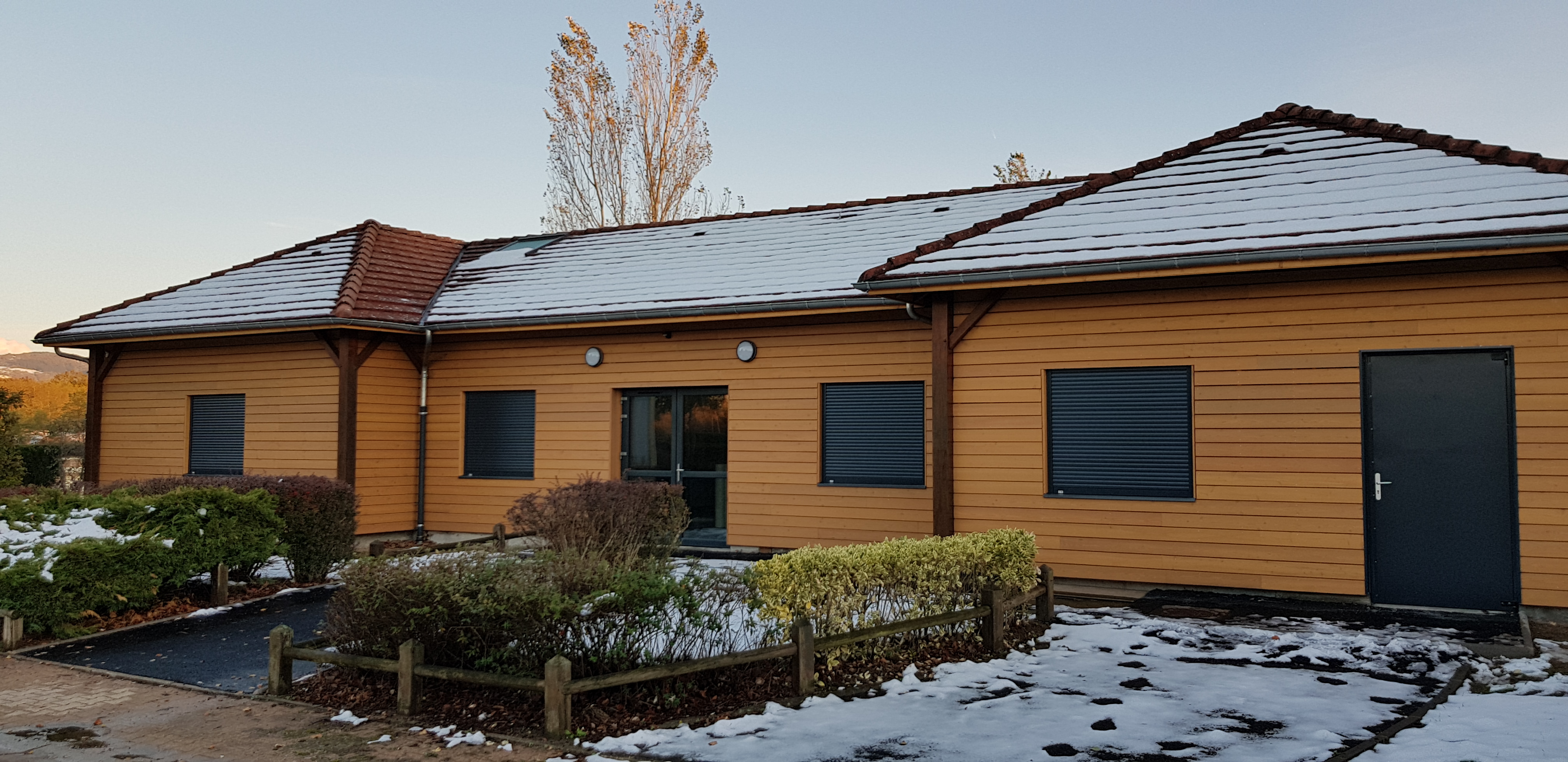
Anciens vestiaires de la piscine réhabilités en lieu de découverte de la faune et de la flore.
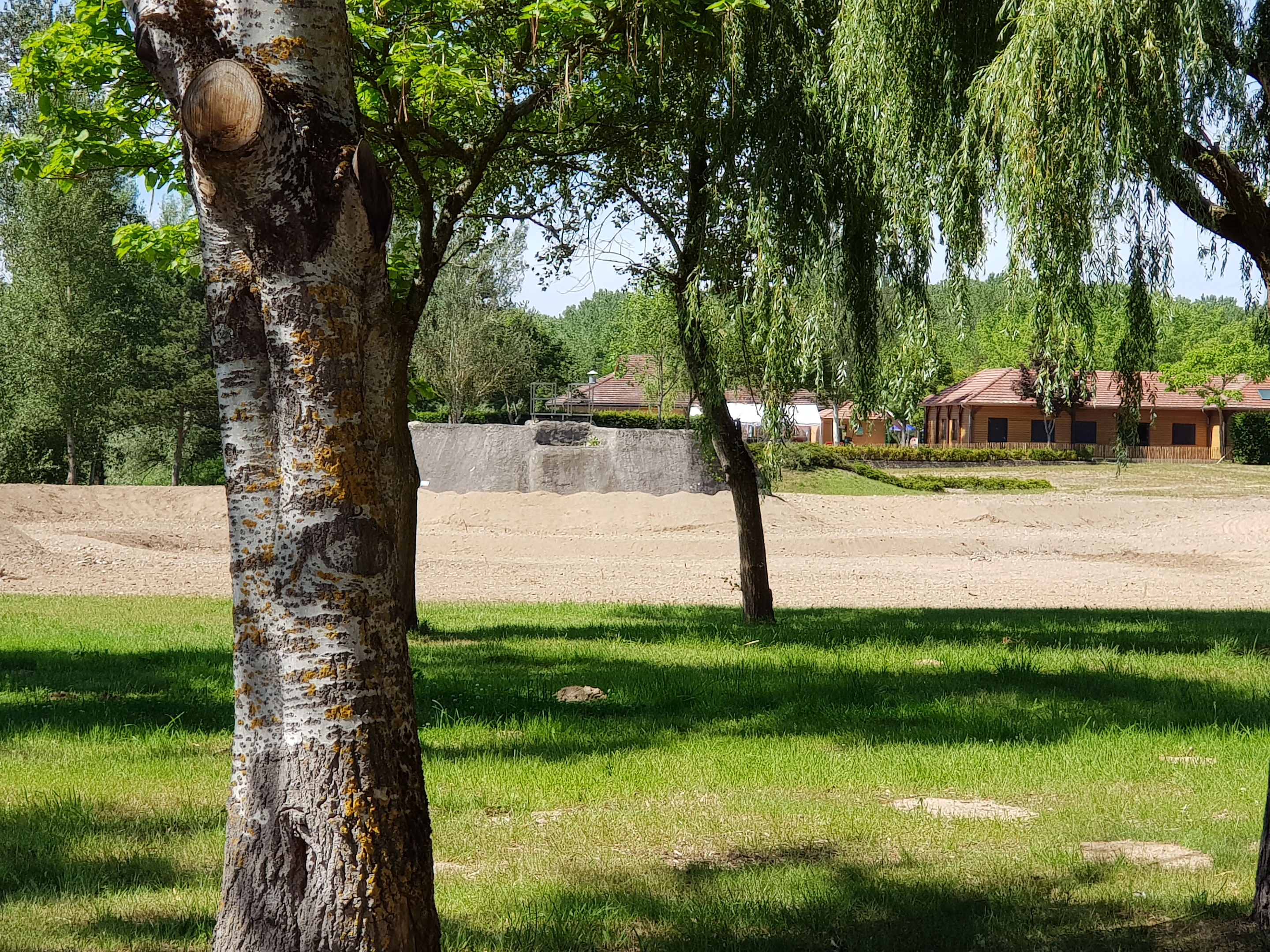
L'ancienne piscine d'Iloa ensevelie afin de créer une mare naturelle.
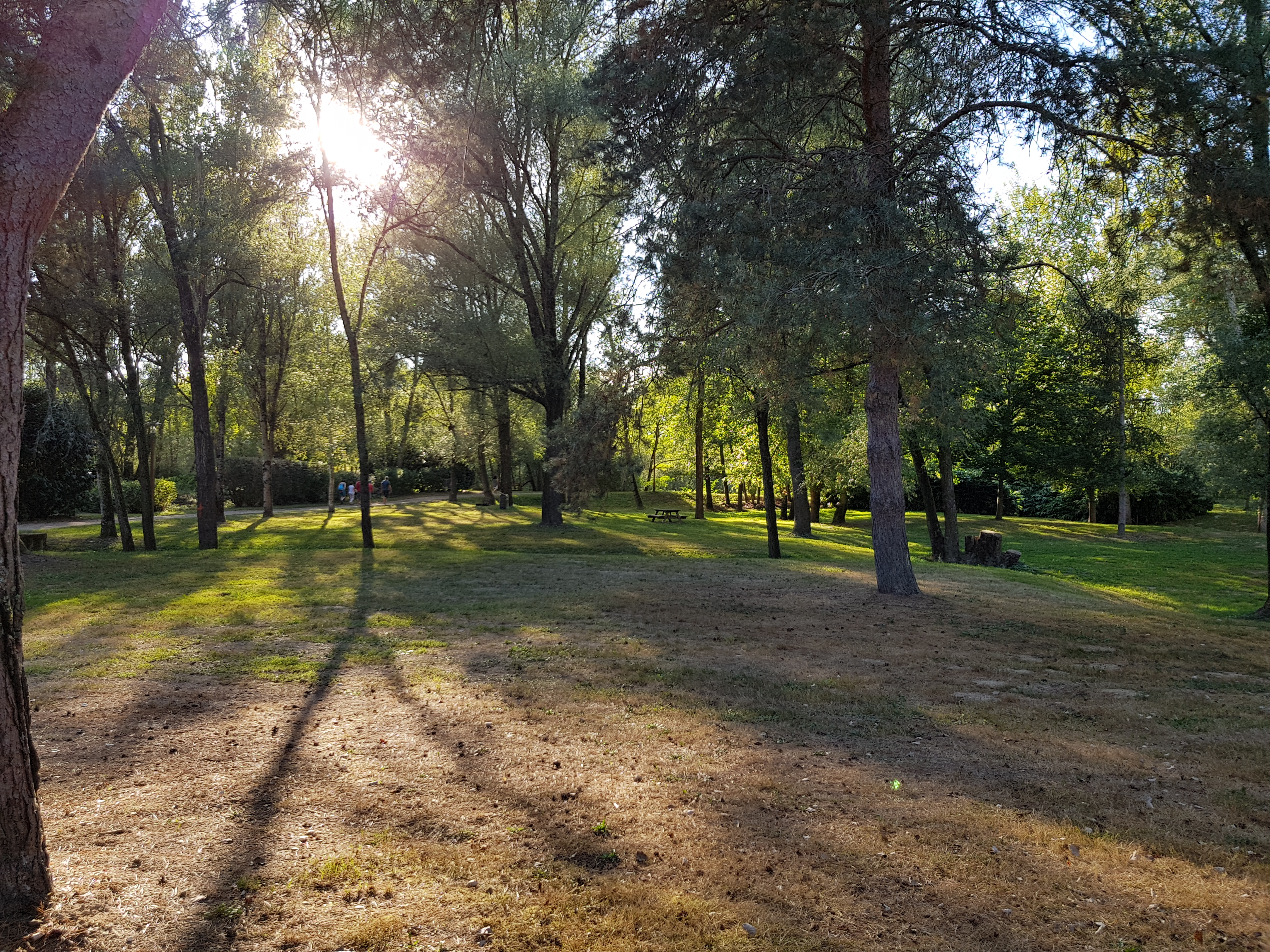
Le parc de jogging défriché après plusieurs années d'abandon.
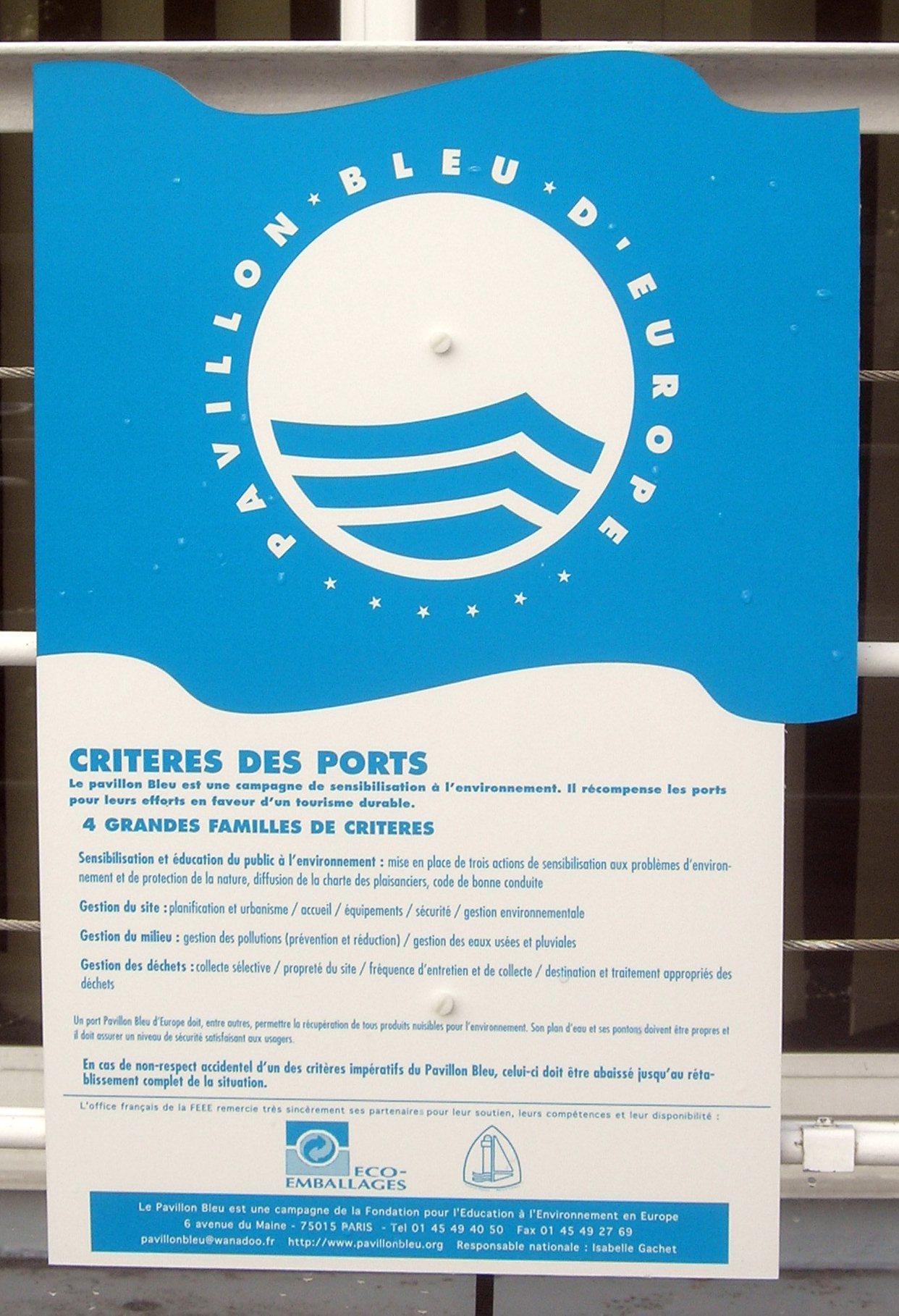
La plage d'Iloa arbore pour la première fois le drapeau du Pavillon bleu en 2021.

## Plan détaillé
| Plan détaillé de la base de loisirs d'Iloa en 2020            | Plan détaillé de la base de loisirs d'Iloa en 2020    | Plan détaillé de la base de loisirs d'Iloa en 2020 | Les points rouges marquent l'emplacement de jeux de plein air et d'aires de pique-nique. |
|                                                               |                                                       |                                                    | Les points rouges marquent l'emplacement de jeux de plein air et d'aires de pique-nique. |
| 1 : parking (500 places)                                      | 2 : courts de tennis                                  |                                                    | Les points rouges marquent l'emplacement de jeux de plein air et d'aires de pique-nique. |
| 3 : camping                                                   | 4 : terrains de Volley et de pétanque                 |                                                    | Les points rouges marquent l'emplacement de jeux de plein air et d'aires de pique-nique. |
| 5 : modélisme                                                 | 6 : étang d'Iloa                                      |                                                    | Les points rouges marquent l'emplacement de jeux de plein air et d'aires de pique-nique. |
| 7 : lac de Courty                                             | 8 : terrain de rugby                                  |                                                    | Les points rouges marquent l'emplacement de jeux de plein air et d'aires de pique-nique. |
| 9 : stand de tir à l'arc                                      | 10 : chantier de la future piscine intercommunautaire |                                                    | Les points rouges marquent l'emplacement de jeux de plein air et d'aires de pique-nique. |
| 11 : club-house                                               | 12 : plage de sable                                   |                                                    | Les points rouges marquent l'emplacement de jeux de plein air et d'aires de pique-nique. |
| 13 : bâtiment de sensibilisation à l'environnement "la Ruche" | 14 : mare artificielle                                |                                                    | Les points rouges marquent l'emplacement de jeux de plein air et d'aires de pique-nique. |
| 15 : mini-golf                                                | 16 : parcours d'orientation et de découverte          |                                                    | Les points rouges marquent l'emplacement de jeux de plein air et d'aires de pique-nique. |
| 17 : entrée de la base de loisirs                             | 18 : sortie                                           |                                                    | Les points rouges marquent l'emplacement de jeux de plein air et d'aires de pique-nique. |
| 19 : la Dore                                                  | 20 : digue                                            |                                                    | Les points rouges marquent l'emplacement de jeux de plein air et d'aires de pique-nique. |

## Activités et manifestations

### Activités sportives
Une plage sur l'étang d'Iloa est aménagée par la ville de Thiers en 2013. Un centre départemental de tennis est présent sur la base de loisirs tandis que le club de tir à l'arc de Thiers possède un terrain où sont installées des cibles en bois. Un terrain de pétanque, de volley-ball, de football, de rugby, un terrain de basket-ball et un mini-golf sont également présents sur le site. Une piste de modélisme est présente sur la base de loisirs à proximité des jeux pour enfants de plein air et de l'air de camping-car. La pêche est également pratiquée sur le site. En effet, la Dore, qui traverse la base de loisirs, est une rivière où les saumons sont fortement présents et les deux étangs présents sur le site permettent aux pêcheurs de pratiquer leur activité,.
Pour la saison estivale 2021, la municipalité annonce que d'autres loisirs, encore jamais exploités sur le site sont prévus.

### Activités culturelles et manifestations
Des concerts de plus ou moins grande envergure sont organisés sur la base de loisirs. 
Des expositions temporaires liées à la faune et la flore présentes sur le site sont organisées dans la nouveau bâtiment de la ruche, sur le site.
Du fait de sa capacité à pouvoir accueillir plus de 2 500 personnes simultanément — capacité d'accueil théorique d'une base de plein air et de loisirs de ce type en dehors d'événements ou de manifestations spécifiques — Iloa accueille chaque année des manifestations d'envergure moyenne comme le Cross départemental du Puy-de-Dôme. La base de loisirs accueille également des concerts et des festivals qui accusent une fréquentation importante sur le site. Le festival « Rock au Max », organisé en 1999 lors des dix ans d'ouverture de la base de loisirs nécessite alors de construire un parking supplémentaire sur le site. Les organisateurs estiment que le festival rassemble entre 25 000 et 30 000 personnes à Iloa sur le week-end. À l'occasion, le camping ferme ses portes au public pour réserver les emplacements aux festivaliers qui sont entre huit cents et mille à dormir sur les lieux.
En 2022, Iloa a accueilli son premier canicross baptisé « Canicross des Couteliers » en référence à la réputation de la ville de Thiers dans le domaine de la coutellerie. Le Rotary club de Thiers organise chaque année la course des foulées roses.

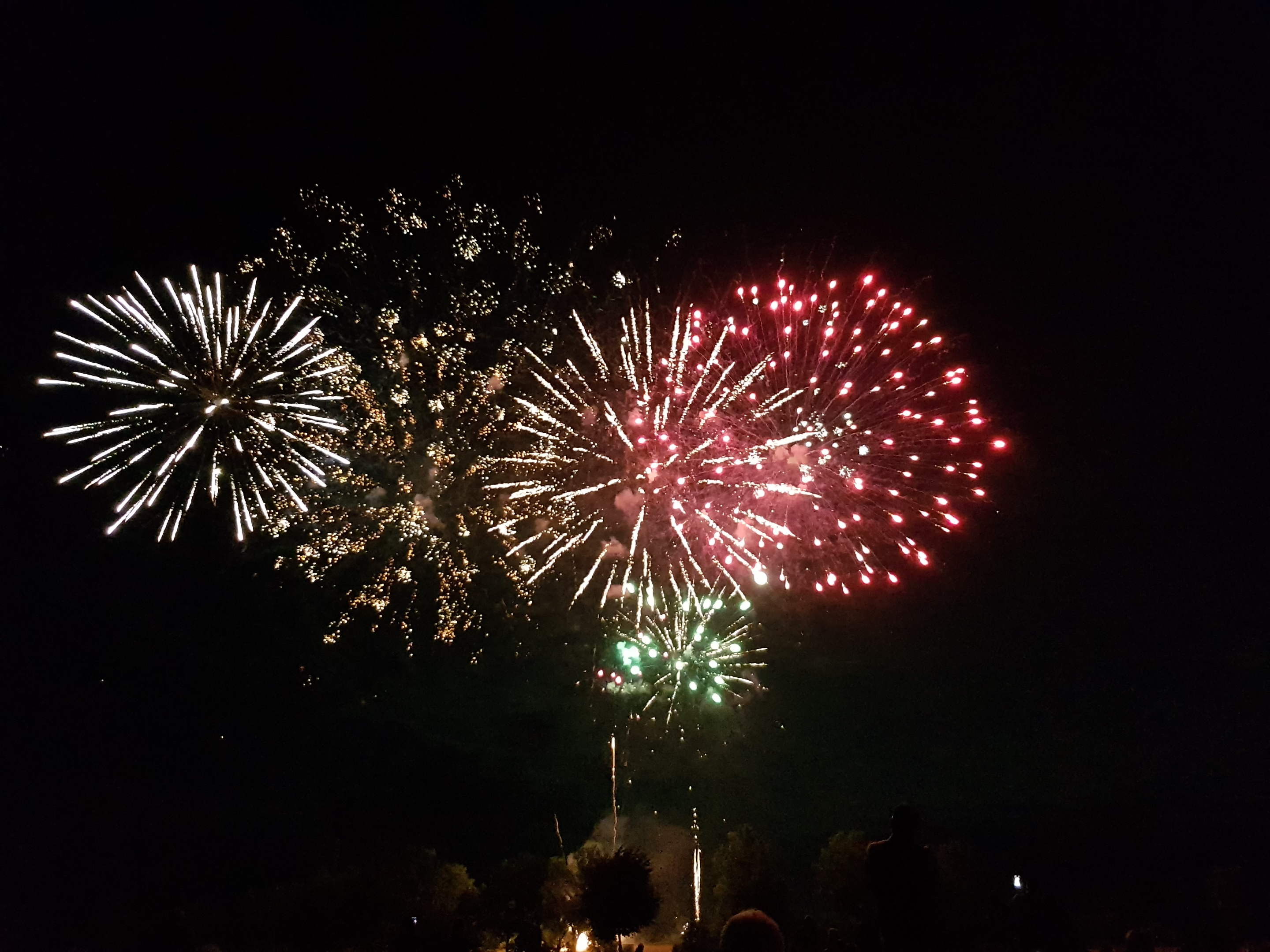
Feux d'artifice organisés pour le 14 juillet 2019.
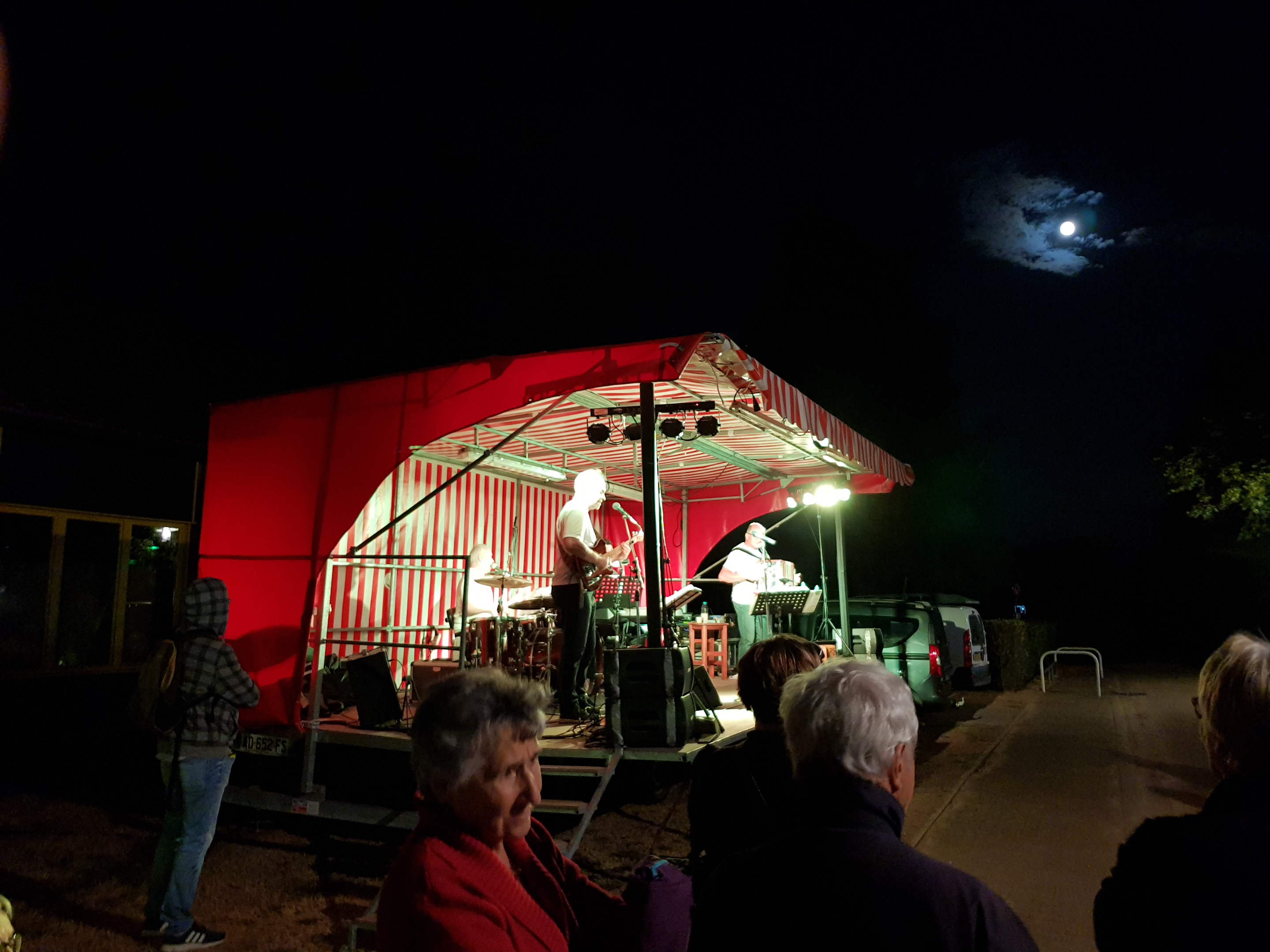
Concert durant la saison 2019.
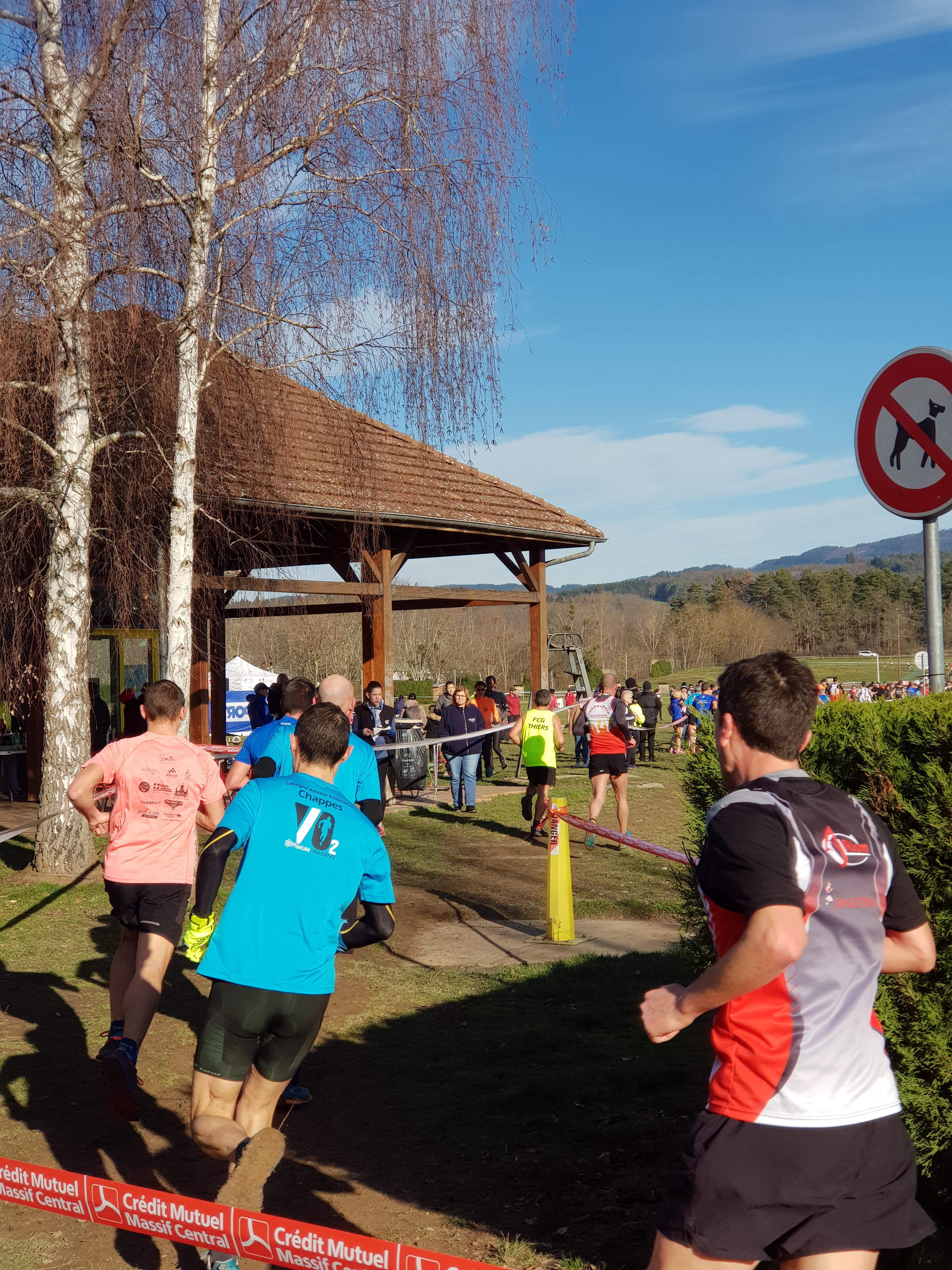
Cross départemental organisé à Iloa.
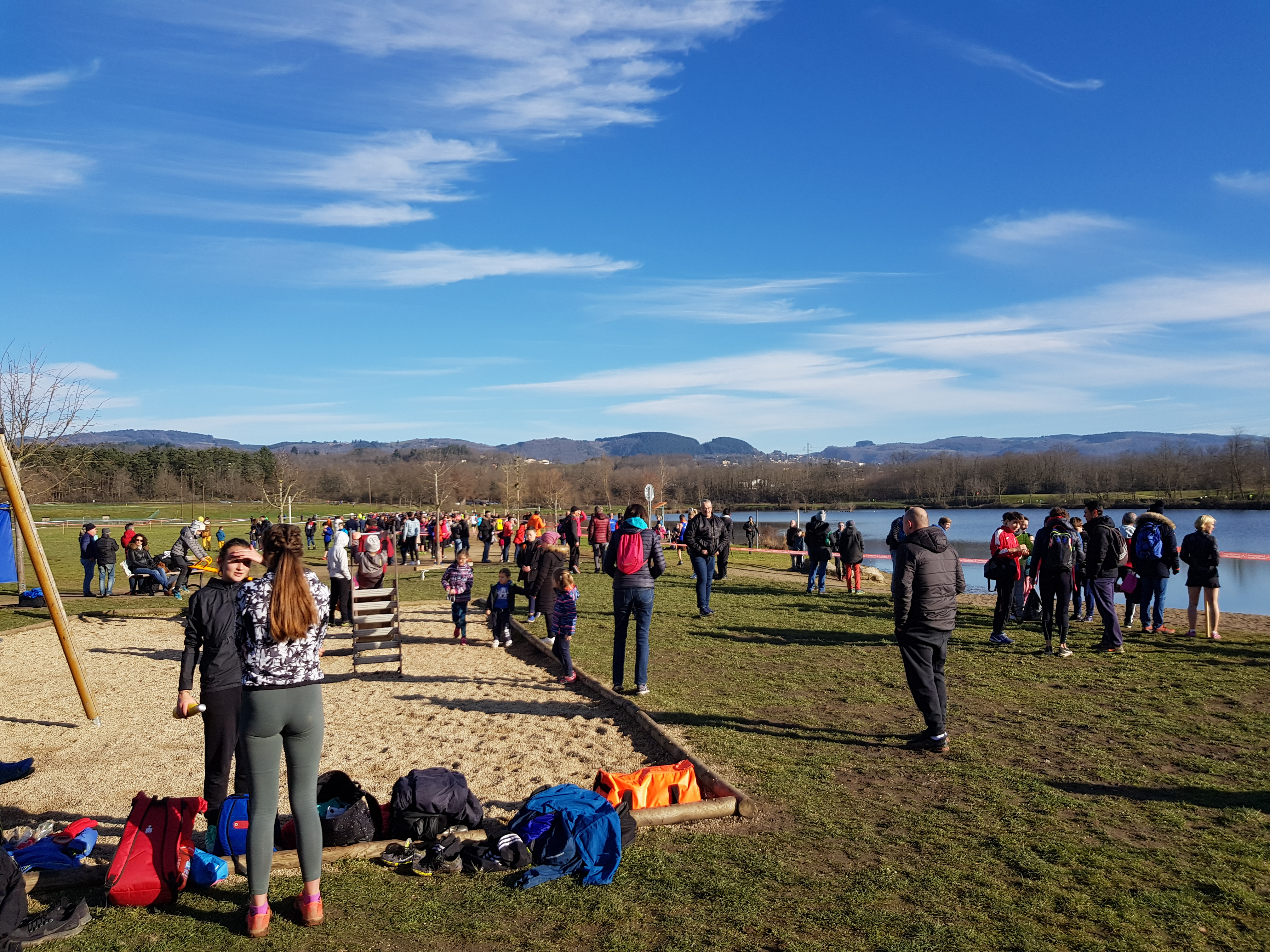

## Impact touristique

### Fréquentation de l'ancienne baignade
En 1991, année où l'entrée de visiteurs non résidents sur la commune de Thiers est encore payante, la base de loisirs accueille entre 100 000 et 120 000 touristes. Iloa connaît son apogée en termes de fréquentation en 1996 avec entre 150 000 et 170 000 visiteurs estimés.
Ouverte seulement deux mois et demi chaque année, la baignade accueille un maximum de 70 000 entrées payantes en 1995 avec des journées qui dépassent les 2 500 entrées. Sur les 20 000 entrées payantes de 2008, 25 % viennent de la commune de Thiers et 40 % viennent de l'agglomération clermontoise.
| Année | Nombre d'entrées payantes                         | Année | Nombre d'entrées payantes                            |
| ----- | ------------------------------------------------- | ----- | ---------------------------------------------------- |
| 1989  | 16 000 (ouverture retardée mi-juillet)            | 1999  | 45 000 (festival Rock au Max)                        |
| 1990  | 25 000                                            | 2000  | 40 000                                               |
| 1991  | 50 000                                            | 2001  | 26 000 (dernière année de publicité pour la piscine) |
| 1992  | 45 000 (dont 21 000 entre le 11 et le 31 juillet) | 2002  | 25 000                                               |
| 1993  | 50 000                                            | 2003  | 35 000 (année aux températures élevées)              |
| 1994  | 60 000 (ouverture du cynodrome et du mini-golf)   | 2004  | 20 000                                               |
| 1995  | 70 000                                            | 2005  | 19 000                                               |
| 1996  | 60 000                                            | 2006  | 29 000                                               |
| 1997  | 50 000                                            | 2007  | 20 000                                               |
| 1998  | 37 000                                            | 2008  | 20 000 (dernière saison avant fermeture définitive)  |

### Impact touristique pour la ville de Thiers
Iloa devient dès son ouverture un site majeur du tourisme à Thiers. Attirant un public régional et national, elle permet à Thiers de proposer aux visiteurs une base de plein air et de loisirs que peu de villes dans l'ancienne région Auvergne peuvent s'offrir. Ainsi, en complément du tourisme culturel, Thiers s'oriente dès 1989 vers un tourisme vert qui n'est pas sans conséquence sur les autres sites touristiques de la ville : le musée de la coutellerie et le creux de l'enfer connaissent une augmentation importante de leur fréquentation, ce qui motive l'équipe municipale à ouvrir la vallée des Rouets en 1998 qui deviendra par la suite la troisième partie du musée. Alors que la fréquentation touristique globale de la ville de Thiers est évaluée à 60 000 passages en 1981, elle est alors évaluée à près de 300 000 visiteurs venus visiter les sites touristiques de la ville en 1994.

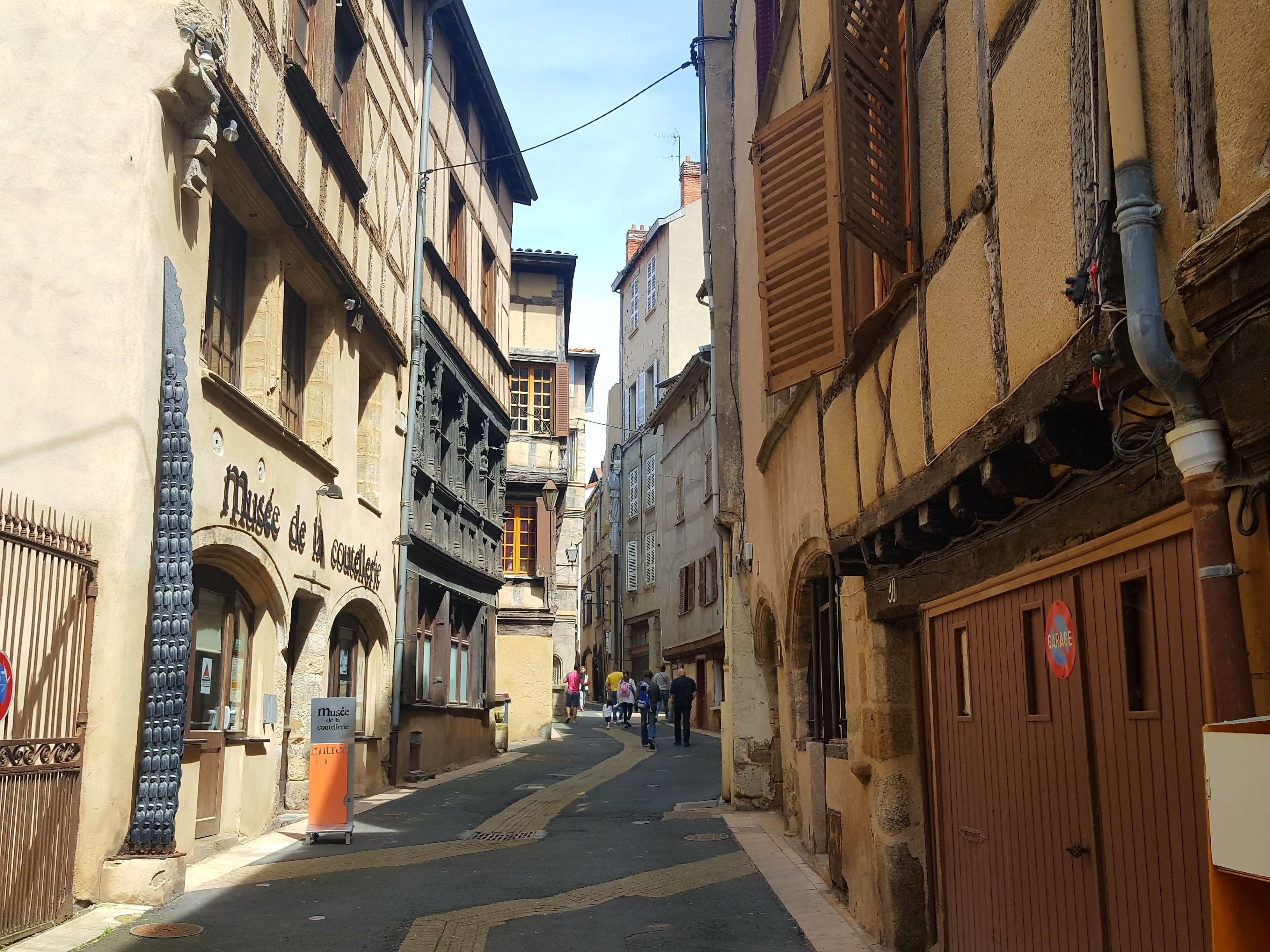
La 1re partie du musée de la coutellerie dans la maison de l'Homme des bois en plein cœur de la cité médiévale de Thiers.
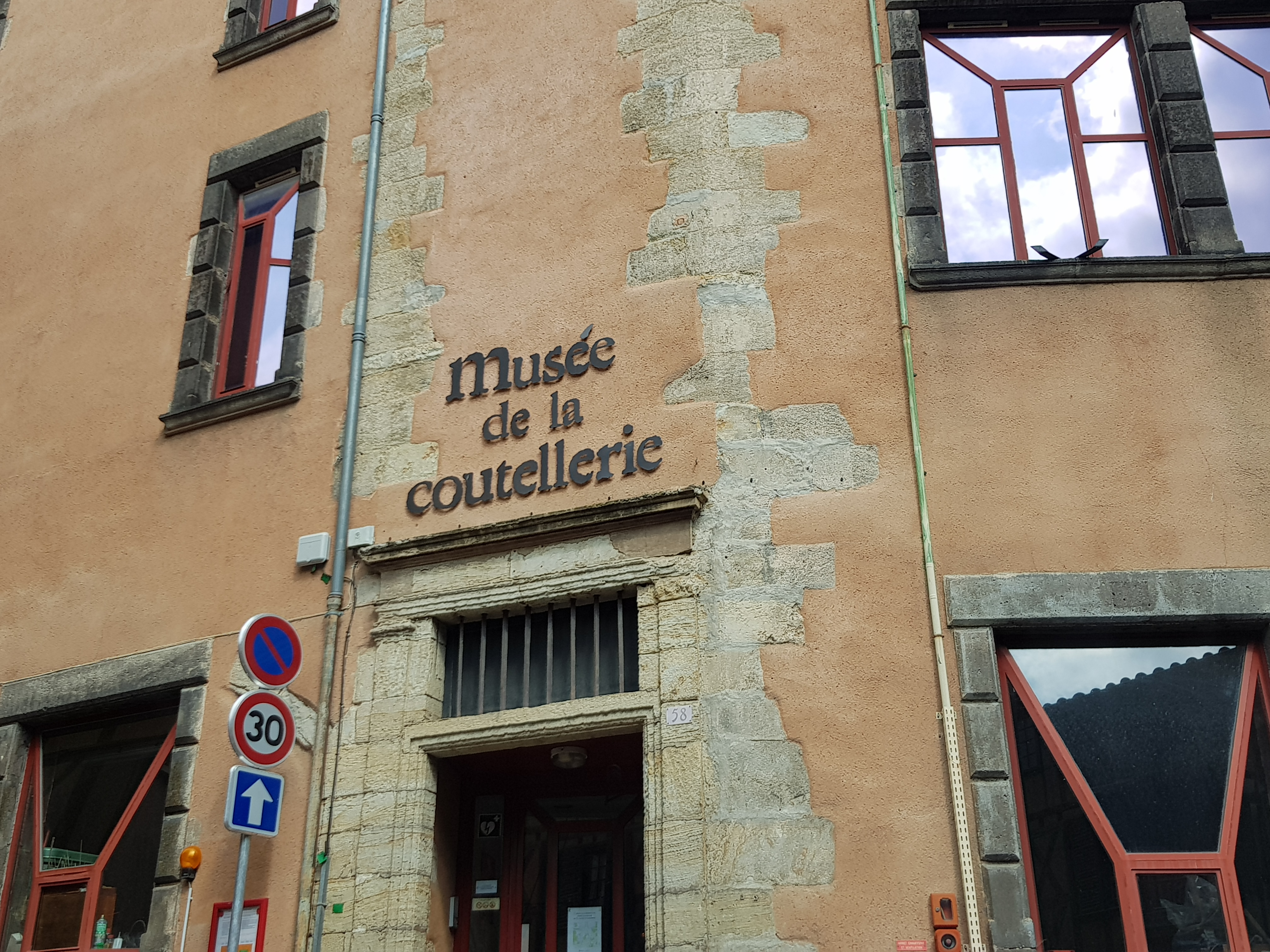
La 2e partie du musée dans la maison des Consuls.
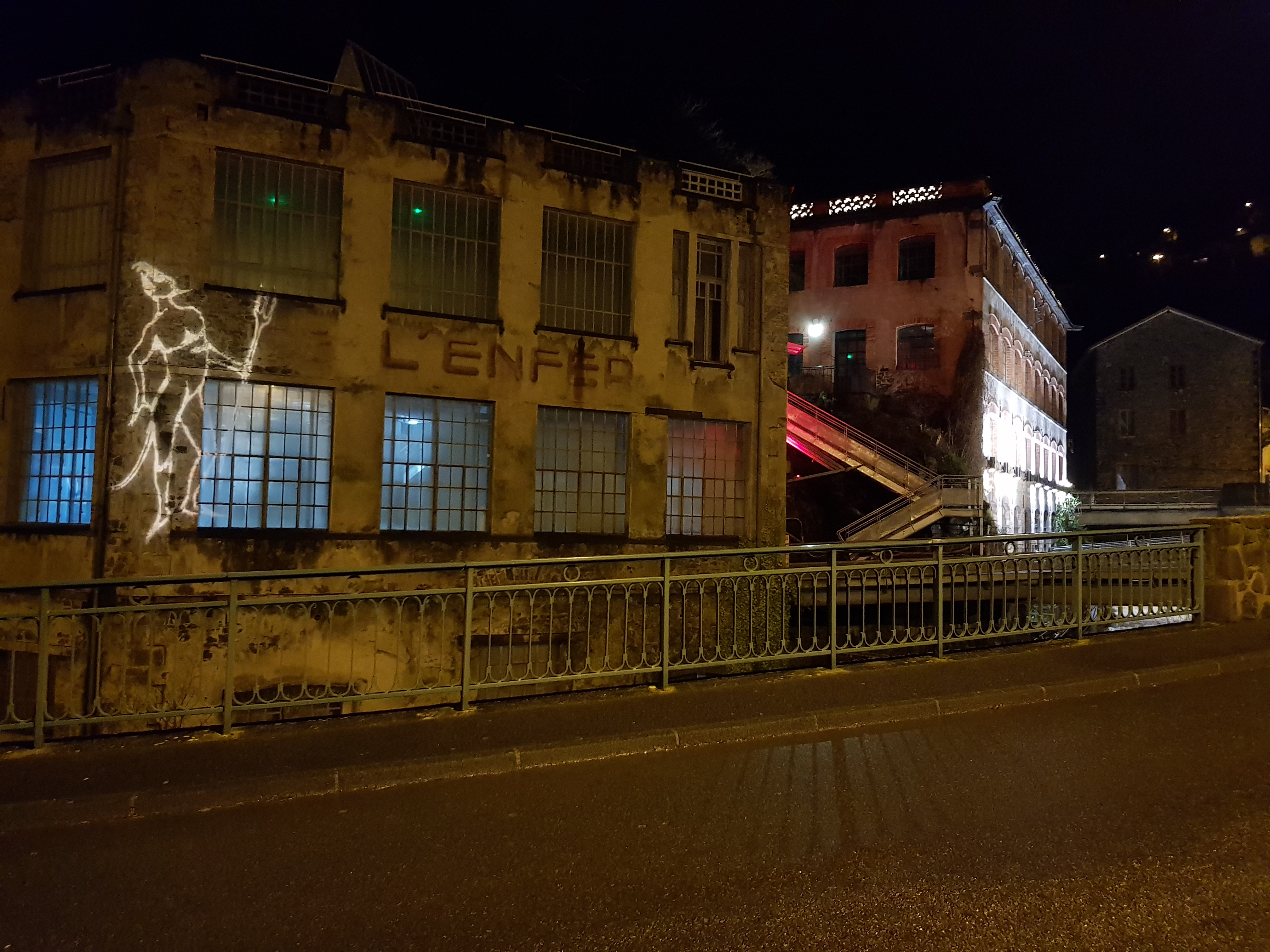
Le centre d'art du Creux de l'enfer et l'Usine du May dans la vallée des Usines.
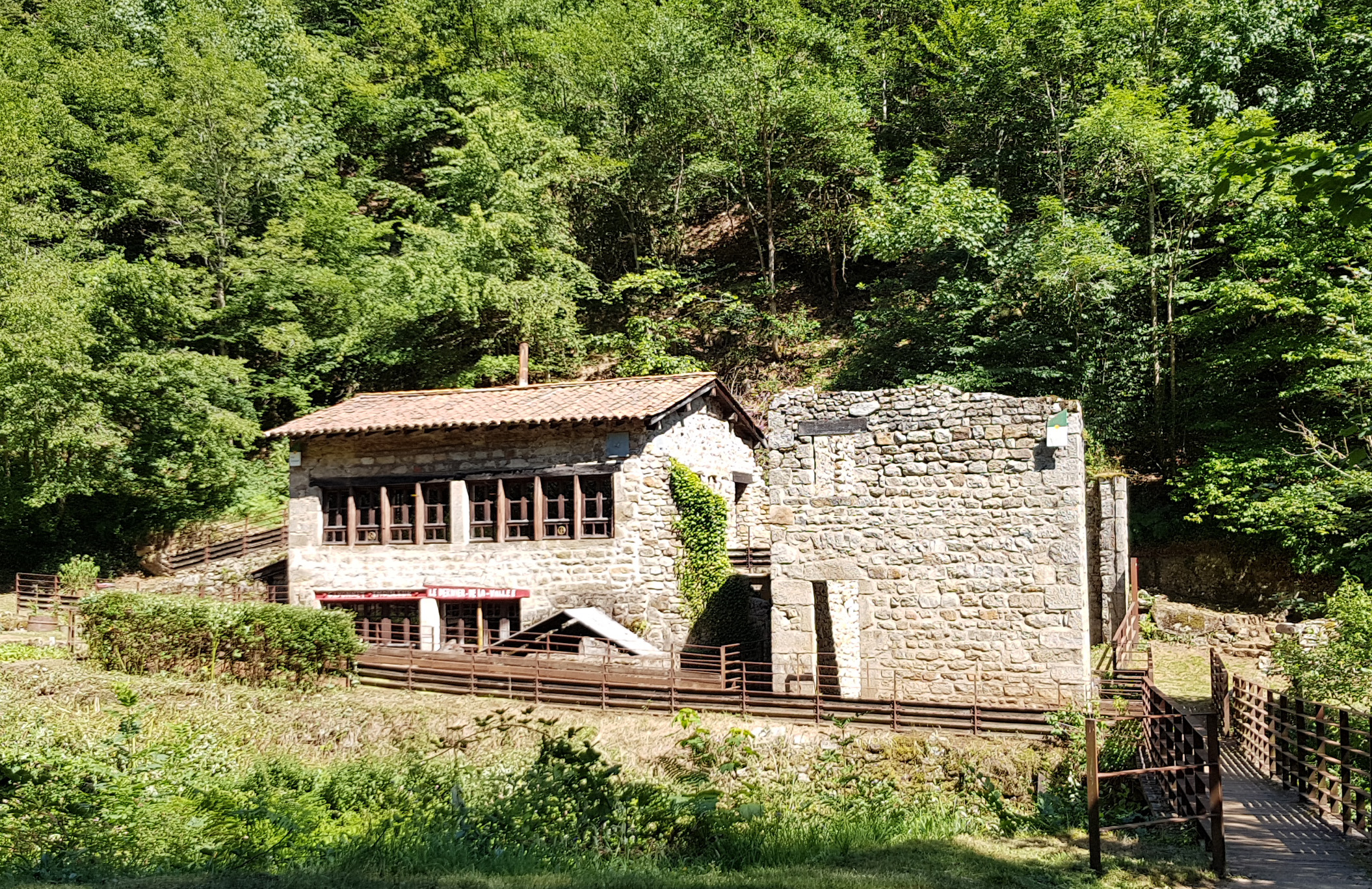
Le dernier rouet en état de fonctionnement et visitable de la vallée des Rouets : chez Lyonnet.
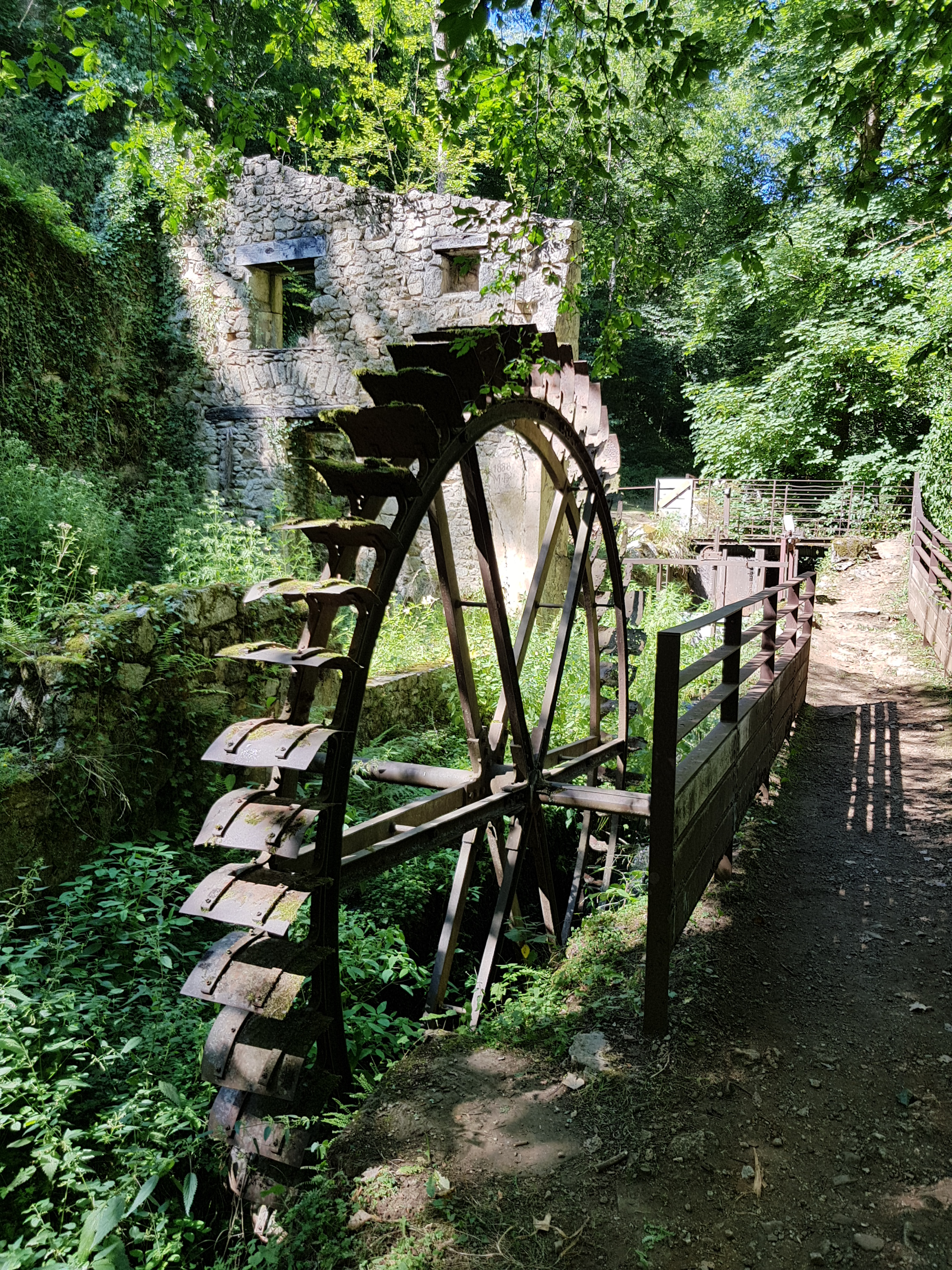
Une roue à aubes dans la vallée des Rouets.

## Gestion
La construction de la base de loisirs est gérée au départ par la ville de Thiers pour les travaux de voirie, d'espaces verts, les terrassements et par la Société de l'équipement de l'Auvergne (SEAu) pour les constructions telles que la piscine, le golf ou le village vacance,. Alors que la construction de la future base de loisirs d'Iloa sur le site de Courty est entamée par la ville de Thiers, la SEAu se désiste en dernier recours. La ville devient donc la seule à gérer la construction de la base de loisirs à l'aide du département qui finance le court de tennis et une partie des chantiers, de la région et de l'État qui subventionnent en partie le projet. 
La piscine, initiée par la municipalité de Thiers, est rapidement gérée par une association para-municipale nommée « Iloa ». Pour la dernière saison estivale de 2008, la gérance de la piscine est confiée à la communauté de communes de Thiers communauté alors présidée par Thierry Déglon.
Depuis 2008, la base de loisirs d'Iloa est entièrement gérée par la municipalité de Thiers. L'entretien du site est à la charge des services techniques municipaux et le camping municipal — qui récupère ses deux étoiles après les avoir perdues en 2012 — est la propriété de la ville de Thiers,.

## Historiques des logos

Logo entre 1989 et 2008.
Logo entre 2008 et 2020.
Logo depuis 2020.

En 1989, la base de plein air et de loisirs est officiellement inaugurée sous le nom « ILOA Les Rives de Thiers ». Un logo, arborant un style typique de la fin des années 1980 avec des couleurs vives et une écriture suivant les courbes d'un trait de pinceau est associé à ce nouveau nom. Un slogan suit cette charte graphique : « Les loisirs sans limite ». Il ne sera plus utilisé à partir de 2008, date à laquelle la devise « Les Rives de Thiers » disparait pour devenir simplement « Base de loisirs ». En 2020, sans engendrer de coûts supplémentaires, la municipalité nouvellement élue remet en place le logo d'origine suivi de sa devise dans laquelle la commune où se trouve la base de loisirs est citée.

## Protection et zone inondable
Une partie du site est protégée par le réseau européen Natura 2000 et par le Parc naturel régional Livradois-Forez. Le réseau Natura 2000 s’inscrit dans la politique de conservation de la nature de l’Union européenne et est un élément important pour enrayer l’érosion de la biodiversité. Ce réseau vise à assurer la survie à long terme des espèces et des habitats particulièrement menacés, à forts enjeux de conservation en Europe. Il est constitué d’un ensemble de sites naturels, terrestres et marins, identifiés pour la rareté ou la fragilité des espèces de la et de la sauvage et des milieux naturels qu’ils abritent.

Le site d'Iloa est en grande partie situé en zone inondable. Seuls le camping et une partie de l'ancien golf ne sont pas dans cette zone. Le site est inondable tout d'abord à cause de sa proximité avec la Dore. Lors de crues, le site peut-être rapidement inondé, selon l'intensité de la montée des eaux. Il l'est également par la présence d'une multitude d'étangs et d'un lac, comme le Lac de Courty et l'Étang d'Iloa.

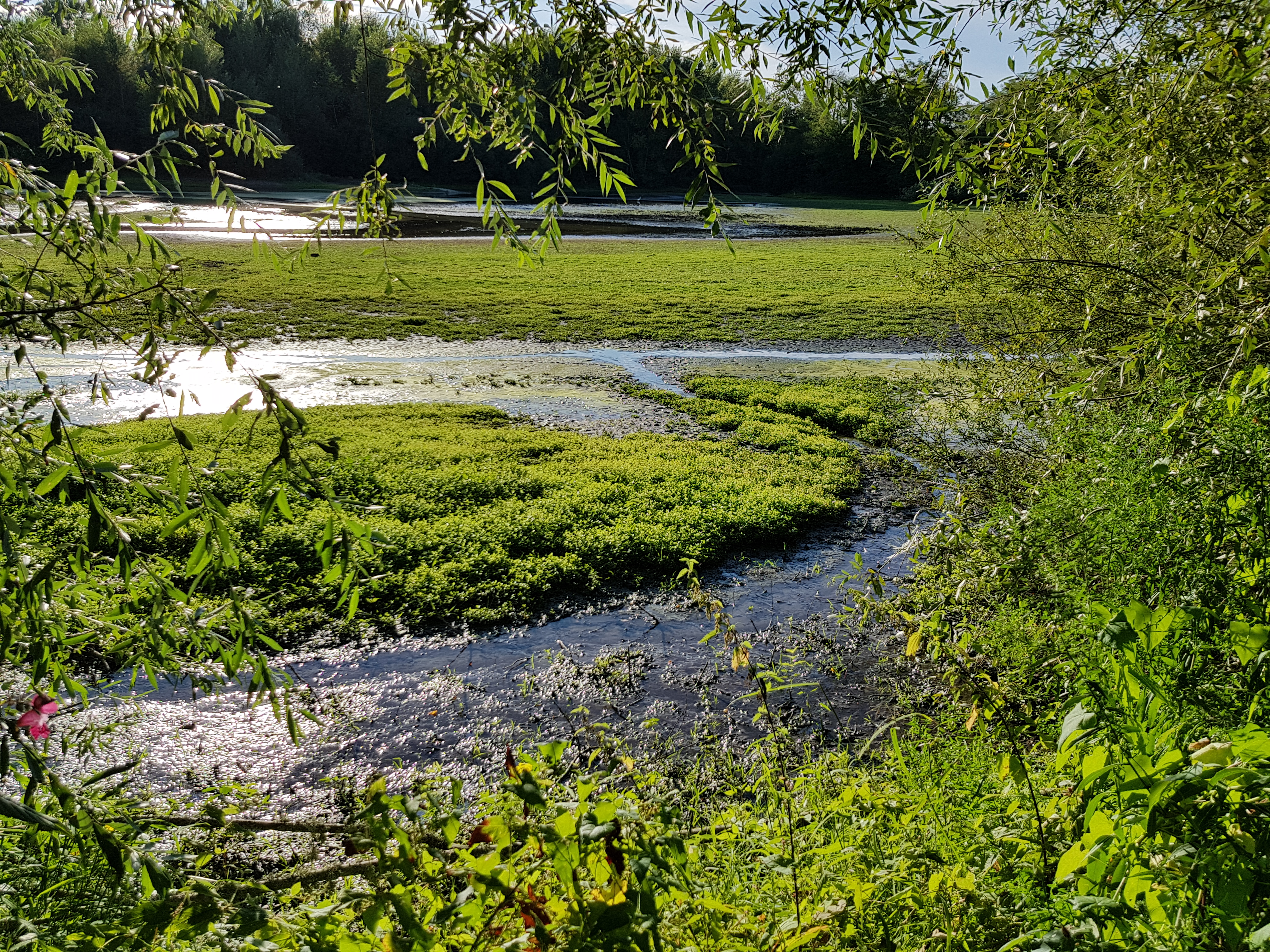
Le lac de Courty, entièrement protégé par le zonage Natura 2000.
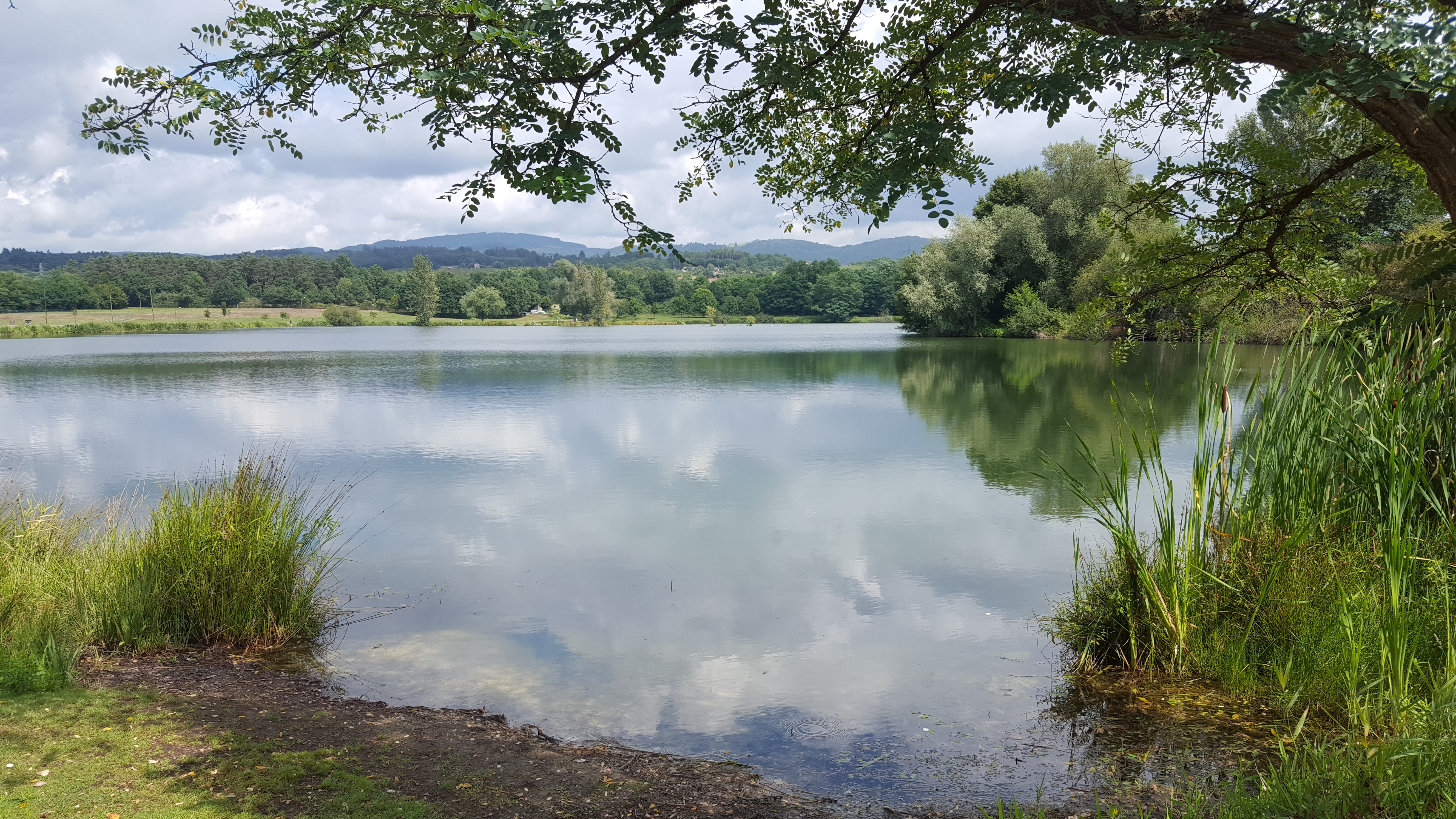
L'étang d'Iloa.
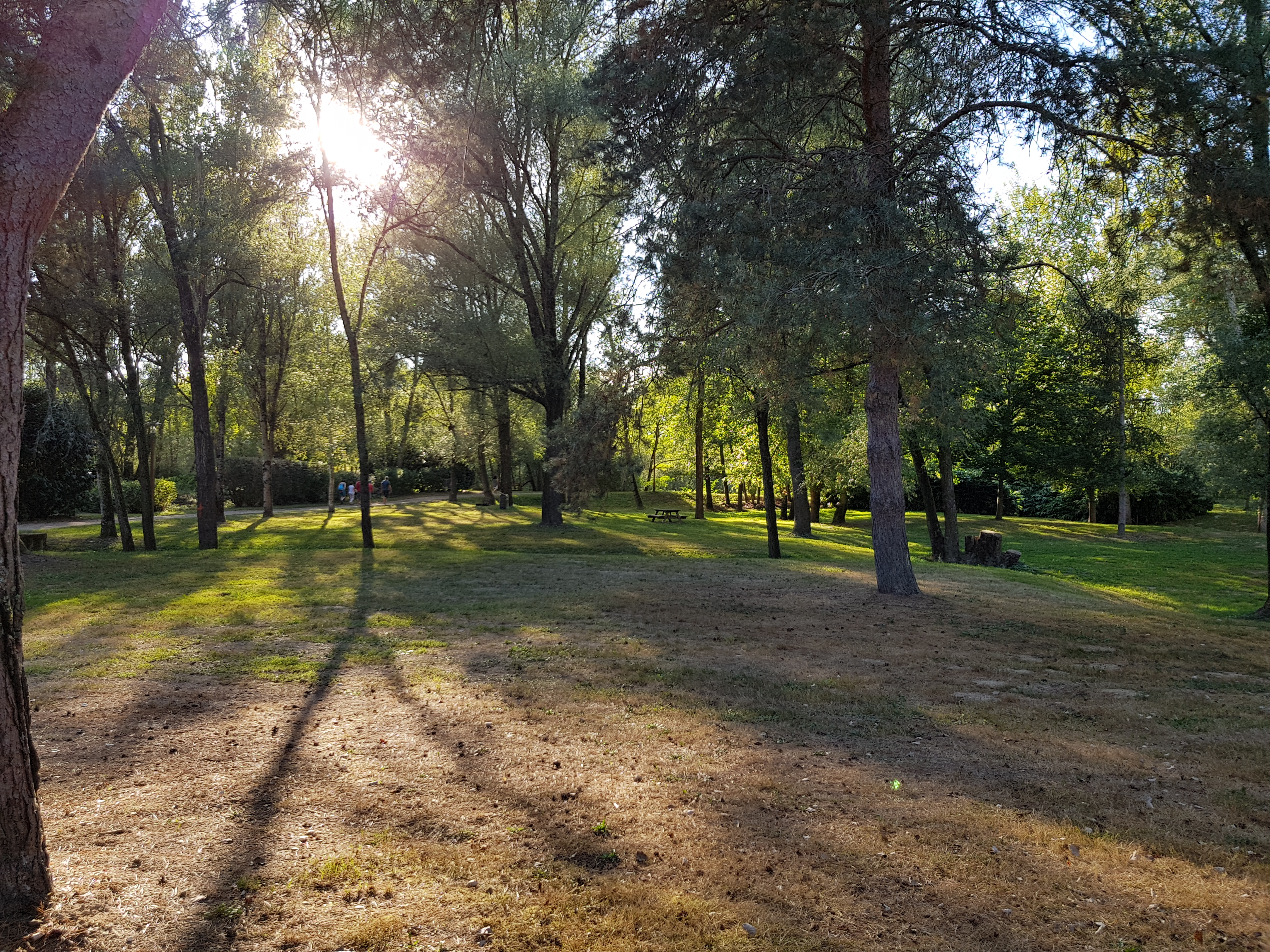
Le parc de jogging, en partie classé Natura 2000.